# Pamendanga furcata
Pamendanga furcata är en insektsart som beskrevs av Yang och Wu 1993. Pamendanga furcata ingår i släktet Pamendanga och familjen Derbidae. Inga underarter finns listade i Catalogue of Life.